# Greffier (France)
Le terme de greffier désigne de façon générale une personne chargée des fonctions de greffier d'une juridiction. 
En France, le greffier est soit un fonctionnaire (exceptionnellement un militaire), soit un officier public et ministériel, auxiliaire de justice (uniquement auprès du tribunal de commerce). 
Il ne faut pas confondre le terme générique de greffier avec celui de greffier des services judiciaires qui désigne spécifiquement un corps de fonctionnaires. 
Les greffiers sont sous l’autorité hiérarchique des directeurs des services de greffe judiciaires, fonctionnaires de catégorie A chargés de diriger les services de greffe d'une juridiction de l'ordre judiciaire. 

## Histoire
Le mot « greffier » pourrait venir soit du grec « graphein », écrire, soit de « graphium », terme qui désigne en latin le « style » (on rencontre parfois le terme « stylet »), poinçon servant à graver l'écriture dans la cire. L'usage de la cire s'est perpétué jusqu'au début de notre ère et servait alors de brouillon avant recopie du texte sur parchemin. Le style, composé d'une pointe pour écrire et d'un aplat pour effacer, se retrouve jusqu'au Moyen Âge dans les appellations « stilli », celui qui utilise le style, concurrent du « scribae », celui qui écrit ; le greffe est à cette époque dénommé « memoriala processum », archives des procès. 
Durant le haut Moyen Âge, les fonctions du greffier se confondent avec celles du notaire et le terme lui-même n'existe pas. Les historiens parlent plutôt de « professionnel de l’écrit » reprenant également les attributions du scribe et du copiste. On retrouve cependant des charges dont les attributions rappellent celles du greffier contemporain. Ainsi de l’exceptor, de par ses fonctions de contrôle, d’authentification et de conservation des archives municipales telles que prévues par le Code de Théodose ; de l’amanuensis, scribe responsable de la tenue de certains registres municipaux. 
De manière générale, la procédure judiciaire reste principalement écrite à cette époque et le rôle du « scribe », est donc prépondérant. Dans certaines régions (Angers et Sens par exemple) est attestée l'existence d'un professionnel judiciaire dont les multiples fonctions rappellent celles du greffier contemporain. Celui-ci rédige les procès-verbaux des audiences publiques (les gesta), enregistre aux archives (municipales) un certain nombre d'actes privés mais est aussi chargé de vérifier la validité des serments pris par les parties au cours d'un procès, permettant au juge d'établir définitivement les décisions. Cette dernière fonction fait de lui un véritable délégué du juge davantage qu'un simple scribe attaché au greffe. Enfin, il assure la publicité des actes par une lecture publique des décisions et la délivrance des securitates (acte contenant la décision et son acceptation par les parties).
Une ordonnance royale de 1327 nous renseigne sur le titre que portent les greffiers du Châtelet : « registratores », ceux qui tiennent les registres, tandis qu'une ordonnance de Charles V du 16 septembre 1364 emploie pour la première fois le vocable greffier (orthographié « gréfier ») :  « Le greffier, au parlement, fera mention du nom de l'avocat sur la plaidoirie duquel l'appointement aura été prononcé ». Par la suite, il fut défendu, par un arrêt du parlement, d'user de ce titre pour quiconque ne serait greffier auprès de celui-ci. À compter du règne de Louis XII, le titre ne se rencontre que dans les ordonnances royales. Quant au mot greffe, il apparait sous la forme « gréfe » à la fin du Moyen Âge pour désigner le lieu d'exercice du greffier.

## Missions
En droit français, le greffier a pour mission de tenir les registres, de recevoir les actes et les pièces de procédure, d'authentifier les actes de la juridiction et de participer au bon déroulement des audiences. 
Le greffier peut aussi être habilité à recevoir des fonds (par exemple des consignations, des cautions). Il est chargé de conserver les « scellés », c'est-à-dire les pièces à conviction (drogue, armes ou tout objet saisi utile à la manifestation de la vérité).
Il exerce enfin des fonctions d'accueil et d'information des justiciables.

### Rôle du greffier à l'audience
Il assiste les magistrats et prépare les audiences. Il garantit en particulier le bon déroulement des débats aux audiences, en rapporte par écrit les échanges, déclarations et observations. Ainsi, la juridiction ne peut siéger sans la présence du greffier, lequel est chargé d’authentifier le déroulement des débats en rédigeant le procès-verbal de l'audience. L'absence de la signature du greffier sur un jugement entraînerait sa nullité. 
Les directeurs des services de greffe et les greffiers portent la robe d’audience. Elle diffère selon la juridiction pour les directeurs, mais demeure identique pour les greffiers. Les directeurs et greffiers affectés aux conseils de prud’homme et dans les services administratifs régionaux ne portent pas la robe. Dans la salle d’audience, le greffe prend généralement place en face du représentant du ministère public. Ils siègent généralement de part et d'autre des magistrats du siège, pour marquer les rôles et fonctions de chaque acteur de l'audience.

### Authentification des actes de procédure
De manière plus générale, le greffier est chargé « d'authentifier les actes de procédure », à l'audience mais aussi en dehors. Il atteste ainsi de la régularité et de la réalité de tel ou tel événement. 
Par exemple, lorsqu'une personne souhaite interjeter appel d'une décision, elle dispose d'un délai bien spécifique pour ce faire. Ce sont les constatations du greffier à cet égard qui permettent de déterminer si elle a usé de son droit à temps où si elle est hors délai (« Tel jour de telle année, X a déclaré interjeter appel de telle décision rendue à telle date... »). Cet exemple permet également de mettre en lumière le rôle d'accueil et d'information du greffier, la matière juridique étant tout à la fois très précise et méconnue des justiciables. Si quelqu'un est hors délai pour faire appel, le greffier pourra l'en informer mais ne refusera cependant pas la déclaration d’appel car le greffier ne juge pas de la recevabilité.

## Greffe
Le greffier travaille dans un greffe. Le greffe est le lieu où sont déposés les minutes des décisions (jugements, arrêts, ordonnances) et les actes de procédure.
Le terme greffe désigne aussi l'ensemble des services et du personnel des tribunaux permettant aux magistrats de rendre la justice et d'assurer leurs fonctions juridictionnelles.

### Greffe judiciaire
Jusqu'en 1967, les greffes judiciaires étaient tenus par des officiers ministériels. Le greffier en chef, titulaire de charge, était l'employeur du personnel du greffe. Une période transitoire de dix ans a permis de "fonctionnariser" les greffes de toutes les juridictions judiciaires.

#### Composition
À la Cour de cassation, dans les cours d'appel, les tribunaux judiciaires et les conseils de prud'hommes, les greffes sont constitués, notamment, de directeurs des services de greffe judiciaires et de greffiers des services judiciaires.
Des fonctionnaires appartenant aux corps communs du ministère de la Justice (attachés d’administration, secrétaires administratifs, adjoints administratifs, adjoints techniques) sont aussi affectés dans ces services. Des agents temporaires, communément appelés « vacataires », recrutés pour quelques mois peuvent également concourir à l’activité du greffe.
L’ensemble des services d'une juridiction est dirigé par un directeur des services de greffe qui reçoit l'appellation de directeur de greffe. Il exerce des fonctions de gestion, d'administration et de direction. Il participe conjointement avec les chefs de juridiction (premier président et procureur général ou président et procureur) à la gestion de la juridiction (tableau de roulement des audiences, des permanences, exécution du budget, gestion des bâtiments) et élabore le budget en concertation avec eux. Il est notamment responsable de la conservation des minutes et archives mais est également chargé d'attributions juridictionnelles comme la vice-présidence du bureau d'aide juridictionnelle, la vérification des dépens ou encore la vérification des comptes de tutelles.
Des fonctionnaires des corps communs du ministère de la justice de catégorie C (adjoints administratifs) peuvent exercer temporairement les fonctions de greffier. Ils deviennent ainsi « adjoint administratif faisant fonction de greffier ». Ceux-ci peuvent être recrutés sous certaines conditions dans le corps des greffiers par le biais d’un examen professionnel.
Les effectifs des corps de fonctionnaires des services judiciaires s’élèvent en 2018 à 1 802 directeurs des services de greffe judiciaires et à 11 007 greffiers.

#### Formation
En raison du petit nombre de postes offerts aux recrutements et l’irrégularité de leur fréquence, s’agissant de corps à faibles effectifs, les concours de recrutement des greffiers des services judiciaires sont très sélectifs. Le concours externe est accessible aux diplômés bac + 2. Entre 2008 et 2017, la majorité des reçus au concours externe possède un bac + 5 (master 2).
Après leur réussite aux concours, les greffiers comme les directeurs des services de greffe suivent une scolarité rémunérée de 18 mois, alternant les cours théoriques dispensés à l’École nationale des greffes et les stages pratiques en juridictions. 
En décembre 2024 un décret crée un statut particulier pour les cadres-greffiers de catégorie A , avec un nouvel échelonnement indiciaire. Est abrogé, à compter du 1er mars 2025, le statut d'emplois de greffier fonctionnel des services judiciaires. Les modalités de la sélection sont fixées par arrêté. 

### Autres greffes juridictionnels

#### Greffe de tribunal de commerce
Le greffier du tribunal de commerce est un officier public et ministériel. Il assiste le président, les juges commissaires et le tribunal aux audiences, reçoit et conserve les déclarations et les actes concernant les commerçants et les sociétés (identité, statut, situation économique et financière). Professionnel libéral nommé par le garde des sceaux, il est délégataire de la puissance publique de l'État. Il assure l'authenticité aux actes de la juridiction dont il est le conservateur.

#### Greffe de l'ordre administratif
La justice administrative compte environ 1 300 agents de greffe. Chaque greffe de tribunal administratif ou de cour administrative d'appel comprend un greffier en chef et un ou plusieurs greffiers et agents. Ceux-ci sont chargés de la gestion des dossiers contentieux : enregistrement et transmission des requêtes, communication des mémoires et des pièces entre les parties, mise en forme et notification des décisions rendues, archivage des dossiers. Les agents de catégorie A appartiennent au corps interministériel des attachés d'administration de l'État, rattachés au Ministère de l'Intérieur ; les agents des catégories B et C sont nommés parmi les fonctionnaires des corps de l'intérieur et de l'outre-mer.

#### Greffe militaire
Les tribunaux aux Armées ont été supprimés en 1981. Cependant, il existe une chambre spécialisée en matière militaire pour chaque tribunal judiciaire dont la compétence reste nationale, seul le Tribunal judiciaire de Paris pouvant connaître du contentieux international en matière militaire.
Depuis la dissolution du Tribunal aux Armées de Paris en 2012 et dont la compétence a été transférée à la chambre spécialisée en matière militaire du Tribunal judiciaire de Paris, il n'existe plus à proprement parler de greffiers des tribunaux aux Armées.
Cependant, la justice militaire (environ 70 personnels) détache des commis greffiers militaires dans les juridictions ayant à connaître du contentieux militaire. Ces commis greffiers militaires peuvent, à l'instar des greffiers des services judiciaires, occuper des postes à l'instruction, en chambre correctionnelle, en cour d'appel, à la Cour de cassation ou encore en cour d'assises.

#### Greffe de tribunal maritime
Les fonctions de greffier des anciens tribunaux maritimes commerciaux étaient remplies par un contrôleur des affaires maritimes (ancien article 90 du Code disciplinaire et pénal de la marine marchande). Désormais, le greffe du tribunal maritime est assuré par un greffier du tribunal judiciaire.